# Xã Dresden, Quận Pettis, Missouri
Xã Dresden (tiếng Anh: Dresden Township) là một xã thuộc quận Pettis, tiểu bang Missouri, Hoa Kỳ. Năm 2010, dân số của xã này là 711 người.